# Нанізм
Нанізм, або карликовість (грец. nanos — карлик) — ненормально низький зріст нижче за 147 см або 4 фути і 10 дюймів незалежно від статі, що є нерідко наслідком порушення функції залоз внутрішньої секреції. Непропорційна карликовість характеризується короткими кінцівками або коротким торсом. У випадку пропорційного карлика обидві кінцівки й тулуб надзвичайно малі. Інтелект і тривалість життя є звичайними.

## Види нанізму
- Гіпотиреоїдний нанізм — нанізм, зумовлений вродженою гіпофункцією щитоподібної залози.
- Гіпофізарний нанізм — нанізм, зумовлений недостатністю передньої частки гіпофіза. У більшості хворих не вдається виявити безпосередню причину порушення секреції гормону росту. В окремих випадках етіологічними факторами спорадичного або набутого нанізму є органічні ураження гіпоталамо-гіпофізарної області (травми, крововиливи, менінгіти, гліоми, краніофарінгіоми, менінгіоми, ангіоми, судинні аневризми, туберкульоз, сифіліс та ін.).
- Мітральний нанізм — нанізм, що спостерігається у осіб, які з дитинства мали вади мітрального клапана.
- Наднирковий нанізм — нанізм, зумовлений гіперфункцією наднирників.
- Нирковий нанізм — нанізм, зумовлений хронічними захворюваннями нирок.
- Рахітичний нанізм — нанізм, який спостерігається при рецидивному тяжкому перебігу рахіту.

## Клінічні ознаки
При народженні вага та ріст хворих з недостатністю СТГ не відрізняються від здорових дітей. В анамнезі багатьох хворих мають місце відхилення в неонатальному періоді: триваліша фізіологічна жовтяниця, гіпоглікемія. Перші ознаки захворювання з'являються у дітей у віці 2-3 років, коли вони починають відставати у зростанні від своїх однолітків.
Критерієм нанізму є зменшення росту дитини на 3 і більше стандартних відхилень від середнього зросту. Характерна невідповідність між кістковим (рентгенологічним) і паспортним віком, затримка диференціювання і закостеніння скелета. Риси обличчя дрібні, ювенільні — випнутий лоб, «западаюче» перенісся. Кістки тонкі, їх кортикальний шар витончений, нерідко спостерігаються структурна перебудова кістки, дегенеративні зміни хрящів, суглобів, субхондральних відділів епіфізів кісток. Порушується розвиток і зміна зубів — молочні зуби можуть зберігатися до 15-річного віку. Шкіра хворих ніжна, тонка. У нелікованих пацієнтів рано з'являється староподібність і зморшкуватість шкіри (геродерма) внаслідок недостатньої анаболічної дії соматотропіну і повільної зміни клітинних генерацій. Волосся тонке, довгі вії, ювенільні.
Розвиток м'язової системи слабкий, голос високий, дитячий — зберігається ювенільна структура голосових зв'язок. Внутрішні органи малих розмірів, але пропорційні росту хворих.
Розумовий розвиток хворих частіше нормальний, нерідко це люди з гарною пам'яттю та розвиненим інтелектом. Можливі реактивні астенічні, неврастенічні реакції, психіка хворих дуже вразлива. При затримці статевого розвитку відзначається емоційний інфантилізм. У хворих із задовільним статевим розвитком психоемоційний стан адекватний.

## Відомі карлики
- Чарльз Страттон — актор театру та цирку більш відомий під псевдонімом Генерал Мізинчик, активно рекламувався Ф.Т. Барнумом
- Йоті Амге — найменша у світі дівчина. Її зріст 62,7 см, а вага 5 кг.
- Пітер Дінклейдж — відомий американський актор театру і кіно, зріст якого 135 см.
- Ворвік Девіс — актор у багатьох фільмах. Зріст 107 см.
- Майкл Джей Андерсон[en] — актор із серіалу "Твін Пікс" (карлик Чорного Вігваму). Зріст 109 см.